# (100178) 1994 AW5
(100178) 1994 AW5 es un asteroide perteneciente al cinturón de asteroides, descubierto el 6 de enero de 1994 por el equipo del Spacewatch desde el Observatorio Nacional de Kitt Peak, Arizona, Estados Unidos.